# بكتيريا
البكتيريا أو الجُرْثُومَة أو الجُرْثُوم (Bacteria وباليونانية القديمة: bakterion عصيات) كائنات حية دقيقة وحيدة الخلية منها المكورات والعصيات والحلزونية، وهي تتجمع مع بعضها وتأخذ أشكالاً متعددة مثل عقد أو سبحة فتسمى مكورات عقدية أو على شكل عنقود فتسمى مكورات عنقودية. تتراوح أبعاد البكتريا بين 0.5-5 ميكرومتر مع أن التنوع الواسع للبكتريا يمكن أن يظهر تعدد أشكال كبير جداً. تدرس البكتريا في ما يدعى علم البكتيريا أو الباكتريولوجيا الذي يعتبر فرعاً من فروع علم الأحياء الدقيقة. كانت البكتيريا من أولى أشكال الحياة التي ظهرت على سطح الأرض، وهي موجودة في معظم المواطن على هذا الكوكب. كما تستوطن التربة والماء وينابيع المياه الحارة الحمضية والكبريتية والمخلفات الإشعاعية والأجزاء العميقة من القشرة الأرضية. أيضًا تعيش البكتيريا في النباتات والحيوانات (انظر:تعايش (أحياء))، كما تزدهر في المركبات الفضائية المأهولة بالبشر.
يحتوي الجرام الواحد من التربة على ما يقارب 40 مليون خلية بكتيرية، ويوجد نحو مليون خلية بكتيرية في الملي لتر الواحد من المياه العذبة. يقدر عدد البكتيريا في الأرض بنحو 5×1030 مكونة بذلك كتلة بيولوجية تتعدى كل الحيوانات والنباتات. للبكتيريا دور حيوي في عملية إعادة تدوير المواد الغذائية حيث أن خطوات عديدة في عملية الدورة الغذائية تعتمد على هذه الكائنات، مثل عملية تثبيت النيتروجين من الغلاف الجوي وعملية التعفن. في البيئات الحيوية المحيطة بالشقوق الحرارية المائية والشقوق الباردة (في المحيطات) تقوم البكتيريا بتوفير الغذاء اللازم للحفاظ على الحياة بتحويل بعض المركبات الذائبة كسلفايد الهيدروجين والميثان إلى طاقة. في 17 مارس عام 2013 توصل الباحثون إلى معلومات تشير إلى أن البكتيريا تتواجد في خندق ماريانا وهو أعمق منطقة على الأرض. توصل باحثون آخرون إلى دراسات مشابهة تشير إلى أن الميكروبات تعيش داخل صخور تبلغ 1900 قدم بعيدًا تحت قاع البحر تحت 8500 قدم من المحيط مقابل السواحل الشمالية الغربية للولايات المتحدة. ووفقا لما يذكره أحد الباحثين «بإمكانك إيجاد الميكروبات في كل مكان – لديهم قدرة عالية على التكيف مع أي ظرف وبيئة ويمكنهم البقاء على قيد الحياة أينما كانوا».
معظم البكتيريا لم تُشخَّص، وما يقارب نصف شعبة البكتيريا فقط تمتلك أنواعاً يمكن زراعتها في المختبر. وتُعرف دراسة الجراثيم بعلم البكتيريا، أحد فروع علم الأحياء الدقيقة.
يوجد هناك تقريباً عشرة أضعاف خلايا بكتيرية في الميكروبات البشرية كما يوجد خلايا بشرية في جسم الإنسان، مع أعداد كبيرة من البكتيريا على الجلد وجراثيم الجهاز الهضمي. إن الغالبية العظمى من البكتيريا في جسم الإنسان لا تعود عليه بالضرر بفضل تأثيرات الحماية من جهاز المناعة، والقليل منها ذو فائدة ومع ذلك فهناك أصناف قليلة من البكتيريا مسببة للأمراض وللعدوى ومن ضمنها الهيضة والزهري والجمرة الخبيثة والجذام والطاعون الدبلي. إن الأمراض البكتيرية الأكثر شيوعاً وفتكاً هي عدوى الجهاز التنفسي وعدوى السل اللتان توديان وحدهما بأرواح مليوني شخص كل عام معظمهم من جنوب صحراء إفريقيا. ففي الدول المتقدمة قاموا باستخدام المضادات الحيوية لمعالجة عدوى البكتيريا وفي قطاع الزراعة وبذلك تصبح المقاومة بالمضادات الحيوية أمراً شائعاً، لكن تكمن أهمية البكتيريا في مجال الصناعة في قيامها بعملية تصريف مياه المجاري والتسرب النفطي وفي إنتاج الأجبان والألبان من خلال عملية التخمير، وفي قطاع التعدين تستخدم البكتيريا في طلاء الذهب والبلاديوم والنحاس ومعادن أخرى. فضلاً عن التكنولوجيا الحيوية وتصنيع المضادات الحيوية ومواد كيميائية أخرى.
صُنِّفَت ضمن النباتات من الفئة التي تشكل الجراثيم، الآن تعتبر البكتيريا من الكائنات وحيدة الخلية. وخلافاً للحيوانات والكائنات عديدة النواة، البكتيريا وحيدة الخلية لا تحتوي على نواة، ونادرًا ما تحوي غشاء يحيط بالعضيات. مصطلح «البكتيريا» قديمًا كان يضم جميع بدائيات النواة، وغُيِّر هذا المصطلح العلمي بعد الأكتشاف العلمي من اسلافها المشتركة قديمًا عام 1990م، الذي ينص على أن بدائيات النواة تتألف من مجموعتين شديدة الأختلاف في العضيات التي تطورت.، تسمى هذه المجالات التطورية بالبكتيريا والبدائيات.

## أصل التسمية
كلمة بكتيريا هي الجمع من كلمة بكتيريا في اللاتينية الجديدة، وتُرجمت للغة اليونانية من الكلمة اليونانية (βακτήριον (baktērion، وهي تصغير كلمة βακτηρία baktēria))  وتعني «قضيب أو عصا» لأن أول أنواع البكتيريا التي اكتُشِفَت كانت على شكل عصا. هناك خلاف في استخدام المصطلح العربي بين من يستخدم كلمة «جراثيم» استخدامًا واسعًا مقابلًا ل"Germ" وتبقى البكتريا مقابل ل "Bacteria" لكن البعض الآخر يستخدم مصطلح جراثيم مقابلًا لكلمة Bacteria أيضا.مصطلح «بكتريا» استخدم تاريخيا لكل بدائيات النوى أحادية الخلية المجهرية، ومع ان هذا ما زال شائعا في الحياة اليومية إلا أن تطور علم الأحياء الدقيقة كشف عن تفصيلات تفرق تفريقًا واضحًا بين الفيروسات والبكتيريا والفطريات. وبشكل أكبر بين منحيين في التطور ضمن البكتيريا نفسها أنتجا صنفين (انظر نظام ثلاثي النطاقات):  بكتيريا حقيقية وعواتق أي جراثيم قديمة. حاليا يطلق عليهم اسم بكتيريا التي نتحدث عنها هنا والأثريات (البكتيريا القديمة).

## التطور
منذ ما يقارب أربعة ملايين سنة كانت أسلاف البكتيريا الحديثة كائنات حية دقيقة أحادية الخلية وشكلت أول مظهر من مظاهر الحياة على سطح الأرض. وخلال ثلاثة بلايين سنة كانت جميع الكائنات الحية الدقيقة كائنات مجهرية، كما كانت البكتيريا والعتائق (نوع من الجراثيم) أشكالا مهيمنة على الحياة. وعلى الرغم من وجود مستحثات بكتيريه مثل ستروماتوليت، فإن افتقارها إلى التشكل المميز أدى إلى منعها من أن تُستخدم لدراسة تاريخ التطور البكتيري أو أن تؤرخ زمن نشأة بعض العينات البكتيرية الخاصة. على كل حال يمكن استخدام التسلسل الجيني في إعادة بناء النظام البكتيري التطوري وهذه الدراسات تشير إلى أن البكتيريا تفرعت من سلالة الكائنات حقيقية النواة (نوع من أنواع البكتيريا).
شاركت البكتيريا أيضاً في التشعب التطوري الثاني لجراثيم العتائق والكائنات حقيقية النواة. ففي هذه الحالة، نتجت حقيقية النواة من دخول البكتيريا العتيقة في مجموعات ذات تعايش جواني مع أسلاف الخلايا حقيقية النواة والتي من الممكن ارتباطها بالعتائق. ويشمل ذلك أيضاً ابتلاع الخلايا البدائية حقيقية النواة لبكتيريا ألفا البدائية المتكافلة لتشكل إما المتقدرات أو الهيدروجينوسومات، والتي مازال يمكن إيجادها في كل حقيقيات النواة المعروفة (أحيانا بشكل منخفض جداً، مثلاً في «المتقدرات والطفيليات العتيقة»). بعد ذلك قامت بعض حقيقية النواة التي تحتوي مسبقاً على المتقدرات ببلع الكائنات الشبيهة بالزراقم (قسم من بدائيات النواة). وأدى ذلك إلى تكون البلاستيدات الخضراء في الطحالب والنباتات. وقد تنشأ بعض الطحالب أيضاً في وقت لاحق من حالات تعايش جواني، وهنا تبتلع البكتيريا حقيقية النواة طحلب حقيقي النواة ويتطور إلى بلاستيدات من «الجيل الثاني» ويعرف ذلك بالتعايش الجواني الثانوي.

## الشكل
البكتيريا تعرض مجموعة متنوعة وواسعة من الأشكال والأحجام، وتدعى الأشكال أو التشكل. هذه الخلايا البكتيرية هي تقريبًا عُشر حجم خلايا حقيقية النواة وعادة ما تتراوح بين نصف إلى خمسة ميكرومتر في الطول. وبالرغم من ذلك فبعض الأنواع - على سبيل المثال: ثايومارجريت نميبينسس وابيوبشيم فيشسوني - يصل طولها إلى نصف ملليمتر وتكون مرئية للعين المجردة ؛ إي. فيشسوني يصل طولها إلى 0.7 ملم  من بين أصغر البكتيريا أنواع من طراز الميكوبلازما، التي تقيس فقط 0.3 ميكرومتر، وهي صغيرة بحجم أكبر الفيروسات. بعض البكتيريا قد تكون أصغر من ذلك، ولكن هذه الميكروبات المتناهية في الصغر ليست مدروسة جيدًا.
معظم فصائل البكتيريا إمّا كروية وتدعى مكورات، أو عصوية وتدعى عصيات. يرتبط الشكل الطولي للبكتيريا (الاستطالة) بقدرتها على السباحة. بعض أنواع البكتيريا العصوية وتدعى «فيبريو» تكون منحنية قليلاً أو على شكل هلال؛ البعض الآخر ذو شكل لولبي (حلزوني) وتدعى اللولبية، أو قد تكون ملفوفة بإحكام وتسمى الملتويات. وهناك عدد قليل من فصائل البكتيريا ذو شكل رباعي الأسطح أو مكعب. وحديثاً اكتُشِفَت بكتيريا تعيش عميقا تحت قشرة الأرض وتنمو على شكل قضبان طويلة ذات مقطع عرضي على شكل نجمة. مساحة السطح الخارجي الكبيرة نسبيا مقارنة بالحجم ولهذا قد تعطي هذه البكتيريا ميزة تفوّق في البيئات الفقيرة غذائيا (قليلة الغذاء). هذا التنوع الكبير في أشكال البكتيريا يُحدَّد بجدار البكتيريا الخليوي والهيكل الخلوي، وهو مهم لأنه يؤثر على قدرة البكتيريا على اكتساب العناصر الغذائية، وتعلقها بالأسطح، والسباحة عبر السوائل والهرب من المفترسات.

حجم الباكتيريا بالنسبة للكائنات الصغيرة والجزيئات الحيوية

تتواجد العديد من أنواع البكتيريا ببساطة على شكل خلايا منفردة، بعض الأنواع الأخرى تتحد ضمن أنماط مميزة مثل بكتيريا النيسيريا التي تشكل أزواجا ثنائية، والبكتيريا العقدية التي تشكل سلاسل، وبكتيريا المكورات العنقودية التي تتجمع لتشكل معا ما يشبه «عناقيد العنب». يمكن أيضا للبكتيريا أن تكون ممتدة على شكل خيوط، مثل بكتيريا الشعاعيات. غالبا ماتكون البكتيريا الخيطية محاطة بغلاف يحتوي على العديد من الخلايا المنفردة. هناك بعض الأنواع المعينة، مثل بكتيريا النوكارديا والتي تتخذ شكل شعيرات معقدة ومتشعبة وتشبه في مظهرها الخارجي الغزل الفطري.

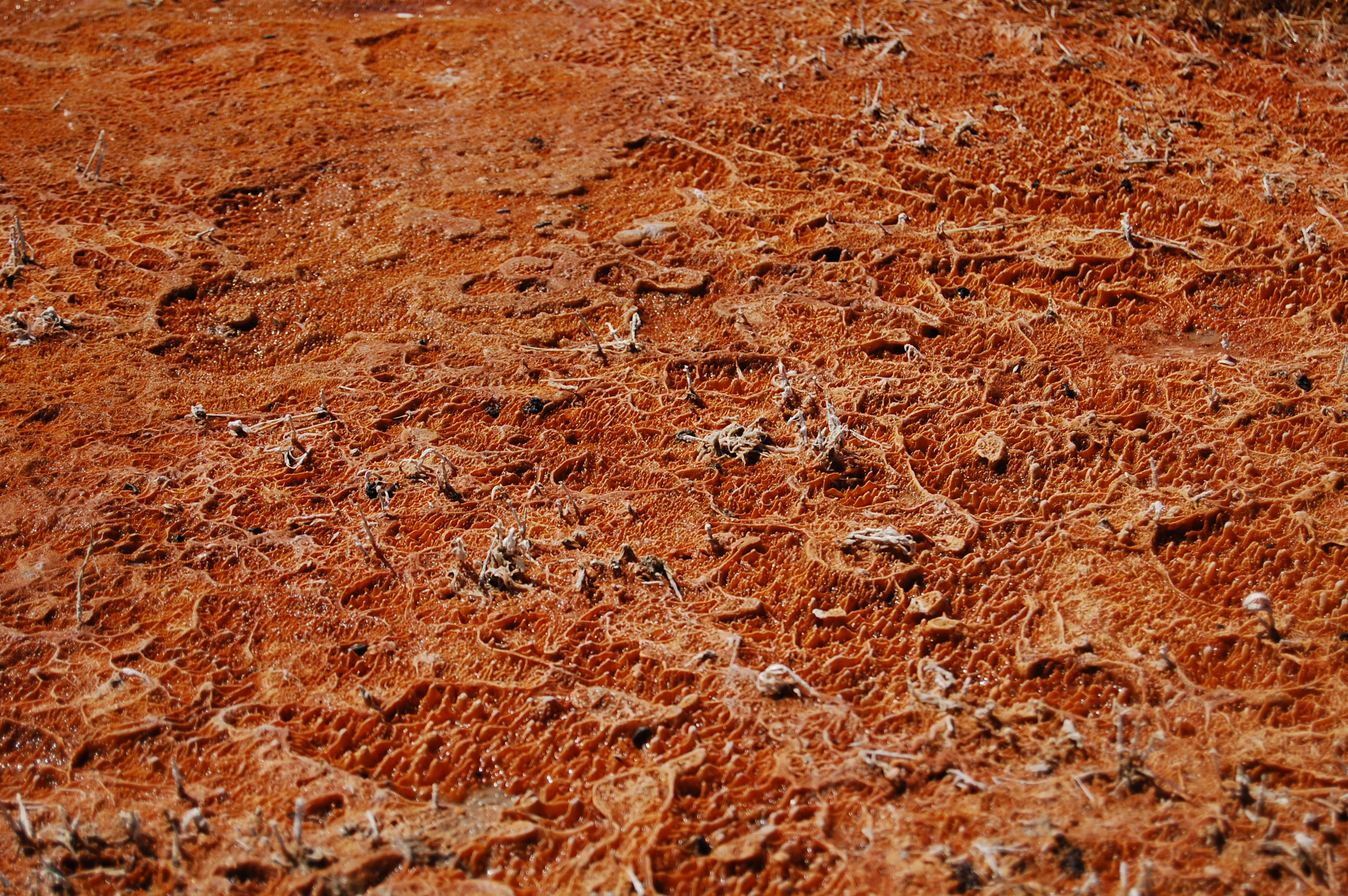
غشاء حيوي رقيق لبكتيريا مقاومة للحرارة تنمو في ينابيع ميكي الحارة في أوريغون. سماكتها هي 20 ملم

تتعلق البكتيريا عادة على الأسطح مكونة تجمعات كثيفة تعرف بـالأغشية الحيوية أو الغطاء البكتيري. يتراوح سمك هذه الأغشية بين بضعة ميكروميترات إلى نصف متر في العمق، وتحوي أنواع متعددة من البكتيريا والطلائعيات والعتائق. تظهر البكتيريا التي تعيش في الأغشية الحيوية ترتيب معقد للخلايا والمكونات الخارج خلوية، مكونة بُنى ثانوية مثل المستعمرات الدقيقة، والتي من خلالها توجد شبكة من القنوات لتسهيل عملية انتشار الغذاء. في البيئات الطبيعية مثل التربة أو أسطح النباتات ترتبط معظم البكتيريا بأسطح الأغشية الحيوية. وتعد الأغشية الحيوية مهمة أيضا في مجال الطب، حيث أن هذه الأغشية غالبا ماتكون موجودة عند الإصابة بالالتهابات البكتيرية المزمنة أو الالتهابات الناجمة عن الأجهزة الطبية المزروعة داخل جسم الإنسان، كما أن القضاء على البكتيريا المحمية داخل الأغشية الحيوية أصعب كثيرا من القضاء على البكتيريا المعزولة الفردية.
تعد التغيرات الشكلية الأكثر تعقيدا ممكنة بعض الاحيان. على سبيل المثال: عندما تحرم الجرثومة المخاطية من الأحماض الأمينية، تقوم بكشف الخلايا المحيطة في عملية تعرف باسم إدراك النصاب، تنزح تجاه بعضها البعض، وتتجمع لتشكل أجسام منتجة تصل بالطول إلى 500 ميكرومتر وتحتوي على مايقارب من 100,000 خلية بكتيرية. تؤدي البكتريا مهام منفصلة في هذه الأجسام المنتجة: يعد هذا النوع من التعاون نوع بسيط من الكائنات متعددة الخلايا. على سبيل المثال: نحو خلية واحدة من 10 خلايا تنزح إلى الجزء العلوي من هذه الأجسام المنتجة وتتمايز خليويا في نمط ساكن متخصص يدعى ميكسوسبورس، والذي يعد مقاوم للجفاف والظروف البيئية الأخرى أكثر من الخلايا العادية.

## تركيب الخلية

### البنية الداخلية للخلية

هيكلية ومحتويات خلية بكتيريا غرام موجبة

يغلف الخلية البكتيرية غشاء دهني (يعرف بالغشاء الخلوي أو الغشاء البلازمي). هذا الغشاء يحصر مكونات الخلية ويعتبر حاجز لحفظ المغذيات والبروتينات والعناصر الأساسية الأخرى بسبب الهيولي داخل الخلية. بما أنها بدائيات النوى، البكتيريا عادة ليس لها غشاء عضوي محدد في الهيولي، لذلك تحتوي على عدد قليل من الهياكل الكبيرة داخل الخلايا. فهي تفتقر إلى نواة حقيقية، الميتوكُندريات، البلاستيدات الخضراء والعضيّات الأخرى الموجودة في الخلايا حقيقية النواة. كانت تعتبر البكتيريا ذات مرة مثل أكياس بسيطة من الهيولي، ولكن التركيب مثل هيكل الخلية بدائية النواة  تتمركز البروتينات في مواقع محددة داخل الهيولي [42] وقد اكتُشِف أنها تمنح البكتيريا بعض التعقيد. هذه المستويات المنظمة من الخلايا الفرعية تسمى «هياكل بكتيرية متضخمة».
توفر الحيزات المجهرية مثل الكربوكسيسومات مستوى إضافي من التنظيم، في حين أن هذه الحجرات داخل البكتيريا محاطة بهياكل من البروتين متعددة الوجوه بدلاً من الغشاء الدهني. تقوم هذه «العُضيات متعددة الوجوه» بحصر وتقسيم عملية الأيض البكتيري إلى أجزاء، وهي وظيفة تقوم بها عُضيات محدودة بأغشية في حقيقيات النوى.
تستعمل العديد من التفاعلات البيوكيميائية (مثل توليد الطاقة) تركز التدرجات عبر الأغشية. بما أن البكتيريا في أغلب الأحيان لا تمتلك أغشية داخلية، فإن التفاعلات مثل نقل الإلكترونات تجري عبر غشاء الخلية السيتوبلازم والحيز المحيط بالغشاء الهيولي. مع ذلك، يكون غشاء البلازما في العديد من البكتيريا التي تستعمل التركيب الضوئي مطوي بكثرة ويملأ معظم الخلية بطبقات من الغشاء الجامع للضوء. يمكن لهذه المجاميع الجامعة للضوء أن تشكل كيانات مغلفة بالدهون تسمى بالكلوروسومات في بكتيريا الكبريت الأخضر. حيث تقوم بروتينات أخرى بنقل المواد الغذائية عبر غشاء الخلية، أو تطرد الجزيئيات غير المرغوب بها من الستوبلازم.

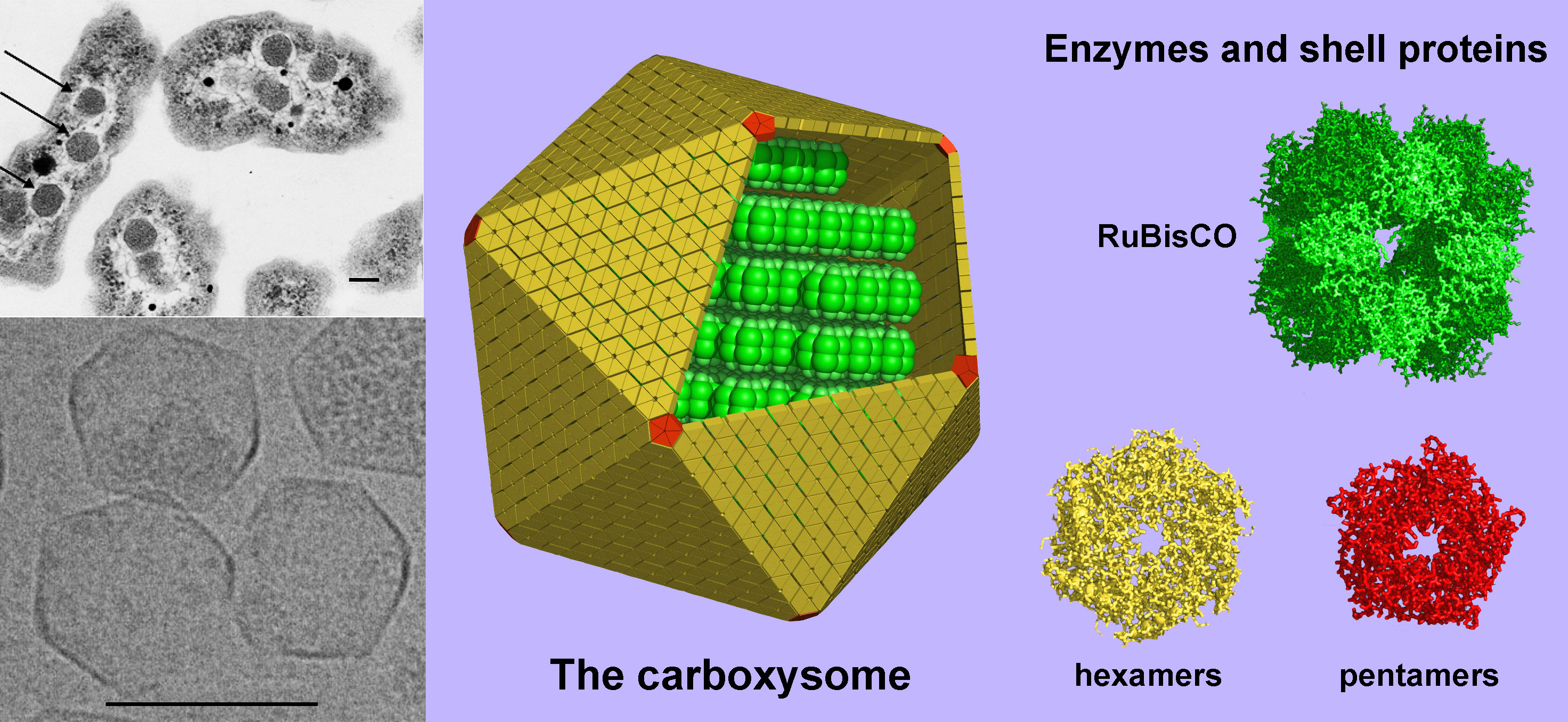
الكاربوسوم هي كائنات باكتيرية مغلفة بالبروتين. الصورة أعلى اليسار هي لقطة لها بالمكبر الإلكتروني. أما السفلى، فهي مصفاة. وصورة اليمين هي نموذج لتكوينها.

إن أكثر البكتيريا لاتحتوي على نواة غشاء محدد وتكون مادة جيناتها عادة كروموسوم أحادي دائري موجود في الهيولي في جسم غير منتظم الشكل يسمى النوواني. يحتوي النوواني على الكروموسوم مع البروتينات المرتبطة بها والحمض الريبي النووي. يعتبر ترتيب المستعلقات شاذاً لانعدام الأغشية الداخلية في البكتيريا وذلك لأن لديهم أغشية مضاعفة حول نووانياتهم وتحتوي على أغشية أخرى محددة وخلوية التركيب. مثل كل المتعضيات الحية، تحتوي البكتيريا على ريبوسومات عادة ماتتجمع في سلاسل تسمى عديدة الريبسومات لانتاج البروتينات، ولكن تركيبة بكتيريا الريبسوم تختلف عن تركيبة حقيقيات النواة والعتائق.

### هياكل داخل الخلايا
تنتج بعض البكتيريا مخزن لحبيبات مغذية داخل الخلايا لاستخدامها لاحقا مثل: الجلايكوجين الفوسفات المتعددة،، الكبريت وألياف متعددة الإستر الطولية [60]. تنتج بعض المخلوقات البكتيرية مثل البكتيريا الزرقاء الضوئية حويصلات الغاز الداخلية، تسمح بنفاذية الغاز، والتي تساعدها في التحرك صعوداً أو هبوطاً في طبقات المياه ودرجات قوة الضوء المختلفة ومستويات المغذيات. توجد أغشية داخل الخلايا تسمى (حاملات الأصباغ) في أغشية البكتيريا ضوئية التغذية، تستخدم أساسًا في عملية التمثيل الضوئي، وتحتوي على أصباغ اليخضور الجرثومي والكاروتينات. اعتقد العلماء في وقت سابق أن البكتيريا قد تحتوي على طيات من الأغشية تسمى ميسوسوم، لكن تبين لاحقاً أن المواد الكيميائية المُستخدمة لإعداد خلايا الإلكترون المجهري هي التي تنتج هذه الأشكال الفنية. الشوائب الموجودة في الخلية عبارة عن مكونات غير حية لا تمتلك نشاطاً أيضياً ولا تغطيها الأغشية. من أكثر الشوائب شيوعاً: الجلايكوجين، قطرات الدهون، البلورات، والأصباغ. حبيبات ڤولوتين هي شوائب سيتوبلازمية من متعدد الفوسفات الغير عضوي المعقد وتسمى هذه الحبيبات (حبيبات متبدلة اللون) بسبب عرض تأثير متبدل اللون، تظهر حمراء أو زرقاء عندما تكون ملطخة بأصباغ الميثيلين أو طولويدين الزرقاء. مايكرومقصورات منتشرة بكثرة وهي عضيات ذات غشاء محدد مصنوعة من قشرة بروتينية تحيط وتغلف الإنزيمات المختلفة. الكاربوكسوم هي عضيات بكتيرية التي تحتوي على الأنزيمات المشاركة في تثبيت الكربون. الماغنطيسوم هي ماكرومقصورات بكتيرية، موجودة في بكتيريا المغنطيستاكتيك، التي تحتوي على بلورات مغناطيسية.

## هياكل الخلية
في معظم البكتيريا، يوجد جدار الخلية فوق غشاء السيتوبلازم الخارجي. ويتوسط غشاء البلازما وجدار الخلية غلاف الخلية.
ومن جدران الخلايا الشائعة الببتيدوجلايكان (وتسمى «ميورين» في المصادر القديمة)، وهو مصنوع من سلاسل عديدة السكريات عبر روابط ببتيدية تحتوي على الأحماض الأمينية -دي. يختلف جدار الخلية البكتيرية عن جدار خلايا النبات والفطريات، من حيث أنها مصنوعة من السليلوز والكيتين، على التوالي. ويتميز جدار الخلية البكتيرية أيضا بذلك عن البكتيريا العتيقة التي لا تحتوي على ببتيدوجلايكان. ويُعد جدار الخلية ضرورياً لنجاة العديد من البكتيريا، والمضاد الحيوي البنسلين قادر على قتل البكتيريا بتثبيط خطوة في تصنيع ببتيدوجلايكان.
وعمومًا بجدار الخلية في البكتيريا نوعان مختلفان، موجبة الجرام وسالبة الجرام. وقد نشأت هذه الأسماء من تفاعل الخلايا لصبغة جرام، وهو اختبار مستخدم من فترة طويلة لتصنيف الأنواع البكتيرية.
تمتلك البكتيريا إيجابية الغرام جدارًا خلويًا سميكًا يحتوي على طبقات عديدة من الببتيدوجليكان والأحماض التكوئيكية. في المقابل تمتلك البكتيريا سلبية الغرام جدارًا خلويًا رقيقًا نسبيًا يتكون من طبقات قليلة من الببتيدوجليكان محاطة بغشاء دهني يتكون من عديدات السكاريد الدهنية والبروتينات الدهنية. تتكون عديدات السكاريد الدهنية (تُسمى أيضًا بالسموم داخلية المنشاْ) من عديدات السكاريد والدهن أ (المسؤول عن أغلبية سمية البكتيريا سلبية الغرام). تمتلك معظم البكتيريا جدران خلوية سلبية الغرام، ومجرد متينات الجدار (المعروفة سابقًا بالبكتيريا إيجابية الغرام ذات محتوى ال جي+سي المنخفض) وتمتلك الشعاويات (المعروفة سابقًا بالبكتيريا إيجابية الغرام ذات محتوى ال جي+سي المرتفع) النظام إيجابي الغرام. يمكن لهذه الاختلافات في البنية أن تنتج اختلافات في قابلية التأثر بالمضادات الحيوية: على سبيل المثال، يستطيع الفانكوميسين قتل البكتيريا إيجابية الغرام فقط وهو غير فعال ضد أمراض الخلايا سلبية الغرام، مثل المستديمات النزلية والزائفة الزنجارية. يسمى الجدار الخلوي إذا تمت إزالته بالكامل بالجبلة المجردة، وإذا تمت إزالته جزئيًا بالكوراء. تمنع مضادات بيتا-لاكتام (مثل البنسلين) تشكل تشابكات الببتيدوجليكان في الجدار الخلوي البكتيري. يعمل إنزيم «لايسوزايم» (الموجود في دموع الإنسان) أيضًا على هضم الجدار الخلوي للبكتيريا ويعد دفاع الجسم الأساسي ضد أمراض العين.
تكون البكتيريا الصامدة للحمض، مثل «المتفطرة»، مضادة لإزالة الصبغة من قبل الأحماض خلال إجراء التلوين في علم الأحياء. يعد احتواء المتفطرة لمحتوى عالٍ من حمض المايكوليك السبب في نمط التلوين من الامتصاص الضعيف الذي يتلوه لاستبقاء العالي. أكثر طرق التلوين استعمالاً لتحديد البكتيريا الصامدة للحمض هي تلوين تسيل-نلسن (أو تلوين صامد للحمض)، والذي تُلون فيه العُصيات الصامدة للحمض باللون الأحمر الفاقع مما يُبرزها بوضوح ضد خلفية زرقاء. بكتيريا أل هي سلالة من البكتيريا التي لا تحتوي على جدار خلوي. أبرز أنواع البكتيريا المعدية في هذه الطائفة هي «المفطورة» (ينبغي عدم الخلط بينها وبين «المتفطرة»).
في العديد من البكتيريا، طبقة سطحية تتكون من جزيئات البروتين الصلبة والمنتظمة لتغليف الخلية. توفر هذه الطبقة حماية فيزيائية وكيميائية لسطح الخلية وتمثل حاجزا لانتشار الجزيئات. تؤدي الطبقة السطحية وظائف متنوعة وغير مفهومة في معظمها، لكن المعروف عنها أنها تمثل عامل ضراوة في العطيفة وتحتوي على أنزيمات عصوية دهنية أليفة الحرارة.
الأسواط عبارة عن تراكيب بروتينية صلبة، عرضها نحو 20 نانومترا وطولها نحو 20 مايكرومترا، وهي تستخدم للحركة. تندفع هذه الأسواط تالطاقة المنبعثة من انتقال الأيونات بالتدرج الكهروكيميائي عبر غشاء الخلية.
الأهداب (وتسمى بعض الأحيان «شعيرات متعلقة») وهي عبارة عن خيوط رفيعة من البروتين، عرضها 2-10 نانومتر وطولها يصل لعدة مايكرومترات. وهي موزعة على سطح الخلية، وتشبه الشعر الخفيف تحت المجهر الإلكتروني. يعتقد أن الأهداب تشارك في الالتصاق بالأسطح الصلبة أو خلايا أخرى وهي ضرورية لضراوة بعض البكتيريا الممرضة. الشعيرات هي عبارة عن زوائد خلوية، أكبر بقليل من الأهداب، وتستطيع نقل المادة الجينية بين الخلايا البكتيرية بعملية تسمى الاقتران حيث تسمى شعرة الاقتران أو «الشعرة الجنسية» (انظر الوراثة البكتيرية، أدناه)  أيضا تستطيع الشعيرات إنتاج حركة بحيث تسمى الشعرة الرابعة (انظر الحركة، أدناه).
يُنتج الكنان السكري تالعديد من البكتيريا ليحيط بخلاياها، ويختلف في مدى تعقيده التركيبي: من طبقة لزجة غير منتظمة من البوليمر خارج الخلية، إلى كبسولة منظمة للغاية. هذه التراكيب تحمي الخلايا من الابتلاع بالخلايا حقيقية النواة، مثل الخلايا البالعة. وأيضا تعمل كمولد مضاد وتشارك في التعرف على الخلية، وكذلك تساعد على الالتصاق بالأسطح وتشكيل الأغشية الحيوية.
يعتمد ترتيب هذه التراكيب خارج الخلية على نظام الإفراز البكتيري. تنقل البروتين من السيتوبلازم إلى البلازم المحيط أو إلى البيئة المحيطة بالخلية. العديد من أنواع الأنظمة الإفرازية معروفة وتُشكل هذه التراكيب أهمية من حيث ضراوة مسببات المرض، بحيث تمت دراستها مكثفا.

### الحويصلات

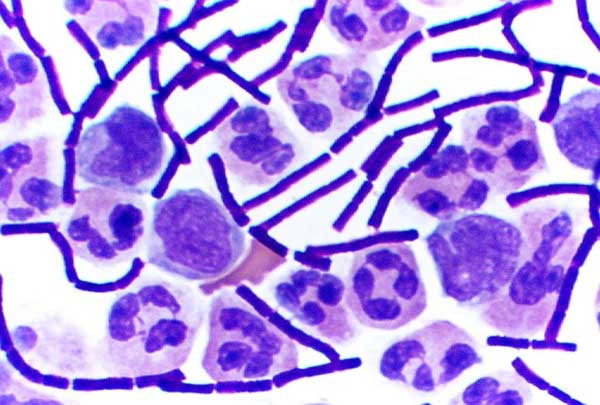
العصوية التي تنمو في السائل الدماغي الشوكي

تستطيع أجناس معينة من البكتيريا إيجابية الجرام مثل المطثية والعصوية وسبوروهالوباكتير وأنايروباكتير وهيليوباكتير أن تُشكل تراكيباً كامنة شديدة المقاومة تُدعى الحوصلة. وفي معظم الأحوال، يتم تشكيل حوصلة واحدة (و لا تكون عملية توالدية)، مع أن الأنايروباكتير تستطيع أن تُشكل إلى ما يصل لسبع حويصلات في الخلية الواحدة. تمتلك الحويصلات مركزاً أساسياً من الهيولي الذي يحتوي على الحمض النووي الريبوزي منقوص الأكسجين والريبوسوم محاطٌ بطبقة من القشرة ومحمي بغطاء قوي وغير قابل للاختراق. يشكل حمض الديبيكولينيك (مركب كيميائي) من %5 إلى %15 من الوزن الجاف لحويصلات البكتيريا. ويُفهم بأن هذا الحمض هو المسؤول عن مقاومة الحرارة لدى الحويصلات.
لا تُظهر الأبواغ قابلية الكشف عن عمليات الأيض ويمكنها تحمل الضغوط الفيزيائية والكيميائية الصارمة، مثل المستويات العالية من الأشعة الفوق البنفسجية، وأشعة جاما والمنظفات والمطهرات والحرارة والتجمد، والضغط والجفاف. في هذه الحالة من السبات، قد تظل هذه الكائنات على قيد الحياة لملايين السنين، وتسمح الأبواغ حتى للبكتيريا بالنجاة من التعرض إلى الفراغ والإشعاع في الفضاء. وفقا للعالم الدكتور ستاين سيغوردسون «فإنه عُثر على جراثيم بكتيرية حية بعمر أربعين مليون سنة على كوكب الأرض -- ونعلم أنها متصلبة جدا للإشعاع» يمكن للأبواغ المكونة للبكتيريا أيضا التسبب بالأمراض: على سبيل المثال: الإصابة بالجمرة الخبيثة بإستنشاق أبواغ البكتيريا المسببة للجمرة الخبيثة، وتلوث الجروح العميقة بأبواغ المطثية الكزازية التي تسبب مرض الكزاز.

## الأيض
للحصول على المزيد من المعلومات: عملية الأيض البكتيري
تُظهر البكتيريا تشكيلة واسعة جدًا من أنواع التمثيل الغذائي. وقد جرت العادة على استخدام توزيع الصفات الأيضية ضمن مجموعة من البكتيريا لتحديد تصنيفها، ولكن هذه الصفات لا تتوافق غالبًا مع التصنيفات الجينية الحديثة. وتُصنَّف عملية الأيض (التمثيل الغذائي) البكتيري ضمن المجموعات الغذائية على أساس ثلاثة معايير رئيسية: نوع الطاقة المستخدمة للنمو، ومصدر الكربون، والجهات المانحة للإلكترون المستخدم للنمو. معيار إضافي للجهاز التنفسي للكائنات الحية الدقيقة يتمثل في مستقبلات الإلكترون المستخدم في التنفس الهوائي أو اللاهوائي.
| نوع التغذية              | !مصدر الطاقة         | !مصدر الكربون                                                                      | !أمثلة                                                                  |
| ------------------------ | -------------------- | ---------------------------------------------------------------------------------- | ----------------------------------------------------------------------- |
| كائن ذاتي التغذية الضوئي | ضوء الشمس            | المركبات العضوية (فوتوهيتروتروفس-ضوئي وغير التغذي) أو تثبيت الكربون (فوتواتوتروفس) | البكتيريا الزرقاء أو الخضربيات أو كلورو بكتيريا أو البكتيريا الأرجوانية |
| جمادي التغذية            | المركبات غير العضوية | المركبات العضوية (ليثوهيتروتروف) أو تثبيت الكربون (ليثواوتوتروف)                   | بكتيريا ثيرموديسالفو، هايدروجينوفيلاكي، أو ناييتروسبيراي                |
| اورجانوتروف              | المركبات العضوية     | المركبات العضوية (كيموهيتروتروف) أو تثبيت الكربون (كيمواوتوتروف)                   | العصوية أو البكتيريا المعوية آو المطثية                                 |

تعد عملية أيض الكربون في البكتيريا إما غيرية التغذية، حيث تستخدم مركبات الكربون العضوي مصادر للكربون، أو تعتبر ذاتية التغذية، وبمعنى آخر أن الكربون الخلوي يُكتَسب بتحديد ثاني أكسيد الكربون. تشمل البكتيريا غيرية التغذية بعض الانواع الطفيلية. تعد البكتيريا ذاتية التغذية ضوئية التغذية مثل البكتيريا الزرقاء أو الخضرييات أو بعض البكتيريا الأرجوانية، ولكن بعض الأنواع جمادية التغذية مثل البكتيريا الآزوتية أو بكتيريا الكبريت المؤكسد. تعتبر طاقة عملية الأيض في البكتيريا إما على أساس التغذية الضوئية الضوء من خلال عملية البناء الضوئي، أو على اساس التغذية الكيميائية بالمواد الكيميائية للحصول على الطاقة، والتي تتأكسد في الغالب على حساب الأكسجين أو مستقبلين الإلكترون البديل (التنفس الهوائي / التنفس اللاهوائي).

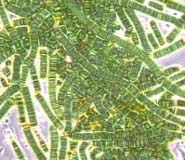
خيوط من البكتيريا الزرقاء الضوئي

تنقسم البكتيريا من ناحية أخرى إلى التغذية الغير عضوية التي تستخدم مانحات الإلكترون غير العضوية والتغذية العضوية التي تستخدم المركبات العضوية كمانحات للإلكترون. تستخدم الكائنات الكيميائية مانحات الإلكترون الخاصة بها للحفاظ على الطاقة (بالتنفس الهوائي/ اللاهوائي أو التخمر) وتفاعلات التركيب الحيوي (على سبيل المثال: تثبيت ثاني أكسيد الكربون)، في حين تستخدمهم الكائنات ضوئية التغذية فقط لأغراض التركيب الحيوي. تستخدم الأجهزة التنفسية للكائنات الحية المركبات الكيميائية مصدرًا للطاقة من خلال اتخاذ الإلكترونات من الركيزة المصغرة ونقلهم إلى الطرف الآخر من قابلي الإلكترون في تفاعل أكسدة النيتروجين. يصدر هذا التفاعل طاقة يمكن أن تستخدم لإنشاء ثلاثي فوسفات الأدينوسين وتحرك عملية الأيض. يستخدم الأكسجين في الكائنات ذات التنفس الهوائي كمستقبل الإلكترون. تستخدم مركبات غير عضوية في الكائنات ذات التنفس اللاهوائي مثل: النترات أو الكبريتات أو ثاني أكسيد الكربون يستخدم جميعهم كمستقبلات الإلكترون. وهذا يؤدي إلى العمليات الهامة بيئيًا من عملية نزع النتروجين، الحد من الكبريتات وعملية التخلل على التوالي.
يعتبر التخمر طريقة أخرى للحياة للكائنات كميائية التغذية في غياب مستقبلين الإلكترون، حيث تُنقل الإلكترونات المأخوذة من الركائز المصغرة إلى وسيط متأكسد لتوليد منتجات التخمير المخفضة (على سبيل المثال: اللاكتات والإيثانول والهيدروجين والحمض الزبدي). يعتبر التخمر محتملا بسبب ارتفاع محتوى الطاقة من الركائز أعلى منه في المنتجات. والتي تسمح للكائنات الحية إنتاج ثلاثي فوسفات الأدينوسين والتحكم في عمليات الأيض.
تعتبر هذه العمليات مهمة أيضا في الاستجابات البيولوجية للتلوث: على سبيل المثال، تعتبر البكتيريا المقلصة للكبريت مسؤولة إلى حد كبير عن إنتاج أشكال شديدة السمية من الزئبق (ميثيل الزئبق وثنائي ميثيل الزئبق) في البيئة. تستخدم اللاهوائيات التخمير لتوليد الطاقة والحد من القوة، إفرازات التمثيل الغذائي من المنتجات (مثل الإيثانول المتخمر) تعتبر مهملة. يمكن للاهوائيات الاختيارية التبديل بين التخمر ومستقبلين الإلكترون الطرفي تبعا للظروف البيئية التي يجدون أنفسهم بها. التخمير لتوليد الطاقة والحد من القوة، افرازات التمثيل الغذائي من المنتجات (مثل الإثانول المتخمر) تعتبر مهملة. يمكن للاهوائيات الاختيارية التبديل بين التخمر ومستقبلين الإلكترون الطرفي تبعا للظروف البيئية التي يجدون أنفسهم بها.
يمكن للبكتيريا جمادية التغذية استخدام المركبات غير العضوية مصدرًا للطاقة. ويعتبر الهيدروجين وأول أكسيد الكربون من المصادر غير العضوية الشائعة المانحة للإلكترونات، كذلك الأمونيا (مما يؤدي إلى النترجة) وأكسيد الحديد الثنائي وبعض أيونات المعادن المختزلة، وبعض مركبات الكبريت المختزلة. في الظروف الإستثنائية يمكن للبكتيريا المعتمدة على الميثان استخدام غاز الميثان مصدرًا للإلكترونات وكركازة لعملية ابتناء الكربون. يُستخدم الأكسجين مستقبلَ إلكترون طرفي خلال عمليتي التغذية الضوئية والكيميائية الهوائيتين (في حالة وجود هواء)، بينما تُستخدم المركبات غير العضوية خلال عمليات التغذية اللاهوائية (أي عدم وجود هواء). معظم الكائنات جمادية التغذية هي ذاتية التغذية، بينما الكائنات عضوية التغذية تعتبر غيرية التغذية.
بالإضافة إلى تثبيت ثاني أكسيد الكربون خلال عملية التمثيل الضوئي، تثبت بعض البكتيريا غاز النيتروجين (التثبيت الحيوي للنيتروجين) بإنزيم النيتروجينيز. هذه السمة الهامة بيئيا توجد في معظم أنواع البكتيريا الأيضية المذكورة أعلاه، ولكنها ليست صفة شاملة.
بغض النظر عن نوع عملية الأيض المستخدمة من قِبَل البكتيريا فإن غالبية أنواع البكتيريا قادرة على إستيعاب المواد الخام فقط على شكل جزيئات صغيرة نسبيا، والتي تدخل الخلية بالانتشار أو عبر القنوات الجزيئية في الغشاء الخلوي. تعد المستعلقات هي الاستثناء في هذا الأمر (أيضا في امتلاكها أغشية حول موادها النووية). وقد تبين مؤخرا أن بكتيريا الجيماتا أوبسكيوريجلوبس قادرة على إدخال جزيئات كبيرة من خلال عملية تشبه إلى حد كبير عملية الالتقام الخلوي (البلعمة)، وهي العملية التي تستخدمها حقيقيات النوى لابتلاع العناصر الخارجية.

## النمو والتكاثر

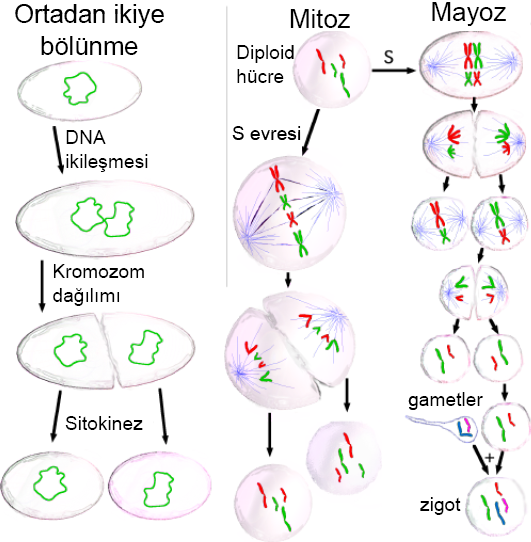
تتوالد العديد من البكتيريا بالإنقسام الثنائي والتي تبدو تحت عنواني MITOSIS و MEIOSIS

خلافًا لما يحدث في الكائنات متعددة الخلايا فإن الزيادة في حجم خلية الكائنات وحيدات الخلية (نمو الخلية والتكاثر بالإنقسام الخلوي) مرتبط بشدة. تنمو البكتيريا إلى حجم معين ثم تتكاثر بالانقسام الثنائي وهو نوع من التكاثر اللاجنسي. تحت الظروف المثالية يمكن للبكتيريا النمو والانقسام بسرعة كبيرة جدًا، ويمكن لتعدادها أن يبلغ الضعف في غضون 9,8 دقائق. في عملية الانقسام الخلوي تُنتج خليتين ابنتين متطابقتين بالإستنساخ. بعض أنواع البكتيريا وبينما لاتزال تتكاثر لاجنسيًا تُشكل بُنى تكاثرية أكثر تعقيدًا تساعد على انتشار الخلايا الوليدة حديثًا، من الأمثلة على ذلك: التشكيل الثمري الذي تتخذه بكتيريا الجرثومة المخاطية والخيوط الفطرية الهوائية التي تشكلها بكتيريا المتسلسلة أو التبرعم. وتحدث عملية التبرعم بتشكل نتوء في الخلية والذي بدوره ينفصل ليشكل خلية ابنة جديدة.

نمو الإشريكية القولونية

في المختبرات عادة ما تُنمى البكتيريا باستعمال وسط صلب أو سائل. تستخدم البيئة الصلبة فيها مواد مثل الأجر التي تستخدم في مزارع سلاسل البكتيريا المعزولة، أما البيئة السائلة أو الوسط السائل فعادة يستخدم عندما يراد قياس النمو أو أعداد كبيرة من الخلايا. واستخدام الوسط السائل يحدث حتى في الخلايا طور التكوين ويسهل من عملية تقسيم المزرعة البكتيرية وحتى نقلها رغم صعوبة عزل البكتيريا عن الوسط السائل. الوسط المختار لاستخدامه (الوسط يكون محدداً بإضافات معينة مغذية له أو منزوعه منه أو بإضافة مضادات حيوية) من الممكن أن يساعد في تحديد نوع الكائنات.
معظم التقنيات المخبرية تستخدم لإنماء البكتيريا لمستويات عالية من المغذيات لإنتاج أعداد كبيرة من الخلايا بأرخص وبأسرع وقت. على أية حال في البيئة الطبيعية تكون المغذيات محدودة، ويعني هذا أن البكتيريا تكون غير قادرة على استمرارية التكاثر لوقت أطول. هذه المغذيات المحدودة قادت إلى التطور في استراتيجيات النمو. (انظر r/K selection theory) بعض الكائنات تستطيع أن تنمو بسرعة هائلة عندما تتواجد التغذية، مثل الغال والسينوبيكتيريا والتي تظهر عادة في البحيرات أثناء فصل الصيف. وكائنات أخرى تتكيف مع البيئات القاسية مثل البكتيريا المنتجة لسلسلة من المضادات الحيوية وهي المتسلسلة والتي تثبط نمو الميكروبات. في الطبيعة العديد من الكائنات التي تعيش في مجتمعات مثل البيوفيلم والتي تسمح بزيادة التزود بالغذاء والحماية من العوامل المناخية. هذه العلاقات من الممكن أن تساعد أساسًا للنمو في كائنات محددة أو مجموعة منها.
تتبع نمو البكتيريا أربع مراحل، فعند بداية دخول مجموعة من البكتيريا إلى بيئة غنية بالمواد الغذائية تسمح لها بالنمو، تحتاج الخلايا أن تتكيف مع هذه البيئة الجديدة أولًا. المرحلة الأولى من مراحل النمو هي المرحلة الفاصلة وهي مرحلة يكون النمو فيها بطيئًا وعندها تكون خلايا البكتيريا في مرحلة تكيف مع البيئة الجديدة وتتهيأ للنمو السريع. وتتميز هذه المرحلة بمعدل تصنيع حيوي عالي، حيث تُصنَّع البروتينات اللازمة للنمو السريع. المرحلة الثانية من النمو هي المرحلة اللوغاريتمية، وتعرف أيضا بالمرحلة الأسية، هذه المرحلة تمتاز بنمو أسي سريع. والمعدل الذي تنمو به الخلايا في هذه المرحلة يعرف ب معدل النمو (k) والوقت اللازم للخلايا لتضاعف عددها يعرف ب زمن التكاثر«الإنشاء» (g). خلال المرحلة الوغاريتمية تُمثَّل المواد الغذائية بسرعة عالية حتى تستنفذ إحدى هذه المواد الغذائية وتحد من سرعة النمو. المرحلة الثالثة من مراحل النمو هي مرحلة الثبات وهي ناتجة عن استنفاذ المواد الغذائية، حيث تقوم الخلايا بالتقليل من نشاطاتها التمثيلية وتستهلك البروتينات الخلوية الغير أساسية. مرحلة الثبات هي مرحلة التحول من النمو السريع إلى حالة الاستجابة للضغوط وهناك زيادة في التعبير الجيني المسؤول عن إصلاح الحمض النووي DNA والنقل النشط للمواد الغذائية، والتمثيل الغذائي لمضادات التأكسد. والمرحلة النهائية هي مرحلة الموت، حيث تستنفذ البكتيريا جميع المواد الغذائية وتموت.

## علم الوراثة
لمعلومات أكثر: البلازميد، المجين
أكثر البكتيريات لديها كروموسوم دائري واحد ومن الممكن أن يتراوح حجمه من 160,000 زوج قاعدي فقط في البكتيريا ذات التعايش الجواني كانديداتوس كارسونيلا رودي، حتى 12,200,000 زوج قاعدي في البكتيريا التي تعيش في التربة سورانيوم سيلولوسوم.[ وتعتبر الملتويات من جنس بوريليا استثنائية بوضوح في هذا التنظيم مع بكتيريا مثل بوريليا بورغدوفيريه المسببة لمرض لايم والتي تحتوي على كروموسوم خطي وحيد. فعادة ماتكون الجينات في الجينومات البكتيرية متمددة أحادية مستمرة للحمض النووي، وبالرغم من أن عدة أنواع مختلفة للانترون تظهر في البكتيريا، إلا أن هذه نادرة جدا من تلك التي في حقيقيات النواة.
البكتيريا أيضاً تحتوي على بلازميدات وهي عبارة عن كروموسومات إضافيه للحمض النووي التي تحمل جينات لمقاومه المضادات الحيوية أو عوامل الفوعة (حدة خبث البكتيريا). بما أن البكتيريا كائنات حية لا جنسية ، فإنها ترث نسخ مطابقة لجينات الوالدين (تناسلية)، ولكن من ممكن أن تتعرض جميع البكتيريا لتغيرات الحامض النووي بالتهجين أو الطفرات. تحدث الطفرات نتيجة أخطاء وقعت أثناء عمليه تنسّخ الحمض النووي أو من خلال التعرض لمطفر جيني. تختلف معدلات الطفرة على نطاق واسع بين الأنواع المختلفة من البكتيريا وحتى بين الأنساب المختلفة من نوع واحد من البكتيريا. تحدث التغيرات الجينية في الجينوم البكتيري إما بطفرات عشوائيه أثناء التكاثر أو من خلال (طفره الإجهاد الموجهة) حيث الجينات تدخل في عمليات تكاثر محدده تزيد من معدل الطفرات.

### عملية انتقال الحمض النووي
تنقل بعض البكتريا المادة الوراثية بين الخلايا. قد تجري هذه العملية بثلاث طرق رئيسية. أولا: تأخذ البكتريا الحمض النووي خارج المنشأ من بيئته في عملية تسمى التحول. تستطيع الجينات أن تنتقل أيضا تعملية تسمى التنبيغ التي تحدث عند دخول فيروس إلى البكتريا العاثية فيندمج الحمض النووي الغريب مع المادة الوراثية للبكتيريا. الطريقة الثالثة لانتقال الجين تالاقتران بحيث ينتقل الحمض النووي من خلال الاتصال المباشر للخلية تحدث عملية نقل الحمض النووي إلى البكتريا (التنبيغ) تالفيروس العاثي نتيجة أخطاء متكررة في عملية التجميع داخل الخلايا من جزئيات الفبروس بدلا من تكيف البكتيريا عملية الاقتران في نظام بكتيريا الإشريكية القولونية التي دُرست تُحدده جيناتٌ بلازميدية وهو تكيف لنقل نسخ بلازميد عديدة من خلية بكتيرية لخلية أخرى ومن النادر انتقال البلازميد واندماجه في كروموسوم البكتيريا المضيفة وفي وقت لاحق تجري عملية نقل جزء من الحمض النووي للبكتيريا المضيفة الي بكتيريا أخرى ويبدو أيضا ان عملية نقل البلازميد تالحمض النووي للبكتريا المضيفة تكون عملية عرضية بدلا من تكيف بكتيري
التحوّل البكتيري هو عكس الاقتران أو التنبيغ، ويعتمد على العديد من الجينات البكتيرية الوراثية التي تتفاعل لأداء هذه العملية المعقدة بالتحديد. وبالتالي يتضح أن التحول عبارة عن تكيّف بكتيري لنقل الحمض النووي. من أجل أن تجري عملية التحول البكتيري، تتناول وتدمج مانح الحمض النووي داخل كروموسوم خاص بها، فهي أولاً لابد أن تدخل في حالة فسيولوجية تُسمى «الكفاءة» (انظر الكفاءة الطبيعية). في العصوية الرقيقة، ويلزم ما يقارب 40 موروث جيني لتطوير الكفاءة. ويبلغ طول مدة تحول الحمض النووي أثناء (ب) تحولات رقيقة مابين ثلث كروموسوم أو حتى كروموسوم كامل. ويبدو أن التحول هو الأمر الشائع بين أنواع البكتيريا، ومن المعروف أن هناك ما يقارب 60 نوع على الأقل من البكتيريا ذات القدرة على التكافوء لعملية التحوّل. عادة ما يرتبط تطوير الكفاءة في الطبيعة مع الظروف البيئية الضاغطة، ويبدو أن التكيف من أجل تسهيل إعادة الحمض النووي من التلف في الخلايا المتلقيّة.
في الظروف العادية، يشمل التنبيغ، الاقتران، والتحول ، نقل الحمض النووي بين البكتيريا الفردية من نفس النوع، ولكن أحياناً تحدث هذه العمليات بين أنواع مختلفة من البكتيريا، مما يؤدي إلى عواقب كبيرة مثل: نقل المضادات الحيوية المُقاومة. في مثل هذه الحالات، يسمى اكتساب الجينات من بكتيريا أو بيئة أخرى بالنقل الأفقي للجينات ويمكن أن تكون شائعة تحت الظروف الطبيعية. عملية تحول الجينات مهمة خصوصًا من أجل مقاومة المضادات الحيوية كما أنه أيضاً يسمح للتحول السريع للجينات المقاومة بين مسببات الأمراض المختلفة.

### العاثيات (فيروسات تغزو البكتيريا)
العاثيات عبارة عن فيروسات تغزو البكتيريا وتوجد أنواع عديدة من العاثيات ويمكن أن يُصيب بعضها البكتيريا المُضيفة ويُذيبها، في حين ينزرع بعضها في كروموسوم البكتيريا فالجراثيم يمكن أن تحتوي على جينات تسهم في النمط الظاهري للخلايا المضيفة لها: على سبيل المثال، في تطور بكتيريا الإشريكية القولونية أو157:اتش7 مطثية وشيقية فالجينات السامة المُندمجة في عاثية تُحول البكتيريا غير الضارة الموروثة إلى فيروس مميت وتقاوم البكتيريا التهاب العاثية بأنظمة تعديل القيد التي تحلل الحمض النووي الأجنبي، ونظام يستخدم متواليات كريسبر للاحتفاظ بأجزاء من جينوم العاثية والذي تكون البكتيريا قد اتصلت به في الماضي، مما يقوم بمنع تكاثر الفيروس من خلال تداخل الحمض النووي الريبي. يزود هذا النظام من متواليات كريسبر البكتيريا بمناعة مكتسبة ضد الالتهابات.

## السلوك

### الإفراز
تُفرز البكتيريا بشكل مستمر مواد كيميائية في بيئتها من أجل تعديلها لصالحها. وغالباً ما تكون الإفرازات عبارة عن بروتينات وقد تعمل كأنزيمات تهضم بعض أنواع الأغذية في البيئة.

### التلألؤ الحيوي
مزيد من المعلومات: بحر محترق
لدى عدد قليل من البكتيريا أنظمة كيميائية تنتج الضوء. ويحدث هذا التلألؤ البيولوجي غالبا في البكتيريا التي تعيش في اتصال مع الأسماك، ويقوم هذا الضوء على الأرجح بجذب الأسماك أو أي حيوانات كبيرة أخرى.

### متعددة الخلايا
انظر أيضا: بدائية النواة #السلوك الاجتماعي
غالبا ما تعمل البكتيريا كمجموعة من الخلايا المتعددة التي تعرف باسم الأغشية الحيوية بيوفيلم ، ويحدث تبادل لمجموعة متنوعة من الاشارات الجزيئية للاتصال الداخلي بين الخلايا، والانشغال في تنظيم سلوك متعددة الخلايا.
تشمل الفوائد العامة لتعاون متعددات الخلايا الانقسام الخلوي للعمل، الوصول إلى موارد لايمكن لوحيدات الخلايا الاستفادة منها بكفاءة عالية ، الدفاع الجماعي ضد الخصوم وأخيرا تحسين التواجد السكاني بالتخالف وخلق أنواع خلايا مميزة ومختلفة. على سبيل المثال البكتيريا في الاغشية الحيوية التي يمكن ان تقاوم الجراثيم أكثر بـ 500 مرة من بكتيريا بلانكتونيك الفردية لنفس النوع.
أحد أنواع الاتصال البين خلويه تالإشارة الجزيئية تسمى إ دراك النصاب أو كشف النصاب، والذي يقدم سبب التحديد سواء توفرت الكثافة السكانية المحلية أو لم تتوفر (والتي تكون عالية بما فيه الكفاية للإنتاج والاستثمار في الاجراءات أو العمليات التي لا تنجح إلا إذا كان رقم كبير من نفس الكائنات الحية تتصرف بنفس النهج فقط، كما في إفراز الانزيمات الهضمية) أو ينبعث منها ضوء.
كشف النصاب تسمح للبكتيريا بتنسيق التعبير الجيني والإنتاج والتحرير والاكتشاف (يستنتج بذاته) أو الفيرمونات التي تتراكم مع النمو في تكاثر الخلية.

### الحركة
للمزيد من المعلومات: الجذب الكيميائي، السوط، الزوائد الشعرية (الأهداب)

السوط من البكتيريا سالبة الجرام. تقوم القاعدة محركات بتدوير الخطاف والخيوط.

يمكن لأنواع عديدة من البكتيريا التحرك بآليات مختلفة: تستخدم الأسواط للسباحة عبر السوائل؛ حركة البكتيريا الانزلاقية والارتعاشية تساعدها في الانتقال عبر الأسطح؛ كما أن الاختلاف في قابلية الطفو على الماء يسمح لها بالتحرك تحركًا عموديًا.
تستطيع البكتيريا التي تسبح عادة أن تتحرك مسافة توازي 10 مرات طول جسمها في الثانية الواحدة، كما أن بعضها تتحرك مسافة تبلغ طول الجسم 100 مرة. مما يجعل سرعتها تساوي سرعة الأسماك على الأقل بالمقياس النسبي.
خلال حركة البكتيريا الانزلاقية والارتعاشية تستخدم البكتيريا النوع الرابع من الزوائد الشعرية كخطاف للاشتباك والتثبيت، تقوم البكتيريا بمد تلك الشعيرات مدًَا متكرر وتثبتها ثم تسحبها بقوة شديدة (أكثر من 80 بيكونيوتن). "ملاحظاتنا إعادة تعريف الحركة الارتعاشية بأنها آلية انتقال للبكتيريا تمتاز بكونها سريعة ومنظمة تنظيمًا كبيرًا، والتي من خلالها تستطيع بكتيريا الزائفة الزنجارية توزيع نفسها على مساحة واسعة لاستعمار مناطق جديدة. ومن الواضح الآن، شكليا ووراثيا، أن الحركة الارتعاشية والحركة الانزلاقية الاجتماعية، كما يحدث في البكتيريا المكورة المخاطية هي في الأصل نفس العملية." مقال عن إعادة فحص الحركة الارتعاشية في بكتيريا الزائفة الزنجارية" – تسملر، وايتشرتش، وماتيك (1999)
الأسواط هي عبارة عن هياكل أسطوانية شبه صلبة تُدوَّر وتعمل مثل المروحة الموجودة على متن السفينة. كائنات صغيرة كالبكتيريا تعمل على انخفاض أعداد الرينولدز والأشكال الأسطوانية أكثر فعالية من الأشكال المسطحة، كالمجداف مثلا، وهي أشكال مناسبة في مقياس حجم الإنسان.
تختلف الأنواع البكتيرية من حيث عدد وترتيب الأسواط على سطحها، فبعضها قد يكون منفرداً، ويكون قطبي الخلية في نهاية كل مجموعة، في حين يستخدم بعضها سياط موزعة على كامل سطح الخلية. الأسياط البكتيرية هي أفضل بنية أو هيكل حركي مفهوم في أي كائن حي وتتكون من نحو 20 بروتين، مع تقريبا 30 بروتين آخر المطلوب للتنظيم. السوط هو هيكل دائري مدفوع بمحرك عكسه في القاعدة والذي يستخدم التدرج الكهروكيميائي عبر الغشاء للسلطة. هذا المحرك يقود حركة الخيوط، والذي يعمل بمثابة المروحة.
أنواع عديدة من البكتيريا (مثل الإشريكية القولونية) التي تتحرك بطريقتين مختلفتين: حركة تقدمية (السباحة) وحركة تراجعية. تتيح لها الحركة التراجعية إعادة التوجه والحركة عشوائيًا على مسافة ثلاثية الأبعاد.(انظر أدناه للحصول على روابط خارجية توصلك بروابط الفيديو). توجد الأسواط لمجموعة فريدة من البكتيريا، الحلزونيات، بين غشائين في المحيط الهيولي (السيتوبلازم)، هذه الأسواط تمتاز بالهيئة الحلزونية المميزة التي تلتف حلزونيًا عند الحركة.
تنجذب البكتريا المتحركة أو تبتعد بتأثير محفزات معينه في السلوك تشمل المحفزات الكيميائية، الضوئية، الطاقة والمغناطيسية. تتحرك أفراد البكتيريا معا في مجموعة خاصة، البكتيريا المخاطية، لتشكيل موجات من الخلايا ومن ثم تفترق لتشكيل اجسام التكاثر المحتوية على الجراثيم تتحرك البكتريا المخاطية على الأسطح الصلبة فقط على عكس الإشريكية القولونية التي تتحرك في الوسط السائل أو الصلب.
تتحرك العديد من أنواع الليستيريه والشيغيلة داخل الخلايا المضيفة تالاستيلاء على الهيكل الخلوي والذي يستخدم عادة لنقل العضيات داخل الخلية. من خلال تعزيز بلمرة بروتين الاكتين في قطب واحد من خلاياها، حيث يمكنها أن تشكل نوعا من الذيل الذي يدفعها خلال سيتوبلازم الخلية المضيفة تبحث التصنيفات لوصف أنواع البكتيريا بالاسم والمجموعات الحية على أساس التشابه. ومن الممكن تصنيفها على أساس تركيب الخلية ، ومن خلال عملية الأيض الخلوي أو الاختلاف في مكونات ومحتوى الخلية مثل الحمض النووي والمواد الدهنية والصبغيات والمضادات والكينونات.

## تصنيف
هدف التصنيف هو وصف الاختلافات بين البكتيريا بتجميعهم بمجموعات تملك خصائص مشتركة. يمكن تصنيف البكتيريا بناء على هيكليتها وتكوينها، طريقة أيض الخلوي أو بحسب تكوين النواة. وفي هذه المخططات التي تسمح بالتعريف والتصنيف للبكتيريا وتسلسلها كان من غير الواضح ماذا كان الاختلاف بينها آتٍ من الفارق في تميز هذه الأنواع أو الفارق بين السلالات. هذا الشك والغموض كان نتيجة نقص في تميز التركيب في معظم البكتريا كما هو الحال الجينات الناقلة لانواع لاعلاقة بينه. أدى النقل الجيني الافقي بين البكتريا ذات العلاقة إلى نشوء بكتيريا مختلفة في التراكيب وحتى عمليات الايض.ولتجاوز هذا الغموض صُنِّفَت البكتريا حديثاً باتباع نظام الجزيئات وبالتكنولوجيا الجينية مثل قياس النسبة السيتوزين وتحديدها والتهجين الجيني وكذلك تسلسل الجينات التي لم تخضع للنقل الجيني الافقي مثل جين الحمض النووي الرايبوزي الرايبوسومي (rRNA). التصنيفات البكتيرية محدد نشرها في المجلة الدولية للعلم البكتيري وبيرجيز مانويل للعلم البكتيريا. اللجنة الدولية لعلم الجراثيم المنهجي تحافظ دولياً على قواعد من أ جل تسمية البكتيريا وفئات السمية وترتيبها في الترميز العالمي لتسميات البكتيريا.
اُستخدم مصطلح (بكتيريا) تقليديًا للدلالة على جميع الكائنات المجهرية وحيدات الخلية وبدائيات النوى.غير أن دراسة النظام الجزيئي أظهرت أن حياة بدائيات النوى تتكون من نطاقين منفصلي، أطلق عليها في الأصل «ايوبكتيريا» Eubacteria و «أركيبكتيريا (العتائق)» Archaebacteria ولكنها تسمى الآن «بكتيريا» و «عتائق» Archaea واللتان تطورتا تطورًا مستقلًا من أسلاف مشتركة قديمة. ترتبط العتائق وحقيقيات النوى مع بعضهما أكثر من ارتباط أي منهما بالبكتيريا. هذان النطاقين بالإضافة إلى حقيقيات النوى، هم أساس النظام الثلاثي النطاق والذي يعتبر حاليا نظام التصنيف الأشهر والأكثر استخداما على في علم الاحياء الدقيقة. مع ذلك فإن الاستخدام الحديث نسبيا للنظام الجزيئي والزيادة المتسارعة في أعداد تسلسلات الجينوم الموجودة تبقي على تصنيف البكتيريا مجالا متغيرا ومتوسعا. على سبيل المثال فإن بعض العلماء يجادلون أن العتائق وحقيقيات النوى تطوروا من البكتيريا الموجبة الجرام. التعرف على نوع البكتيريا في المختبر مهم جدا في مجال الطب تحديدا، حيث أن العلاج الصحيح يحدد بمعرفة نوع البكتيريا المسببة للعدوى. وهكذا فإن الحاجة للتعرف على الكائنات المسببة للأمراض البشرية كانت دافعا كبيراً لتطوير تقنيات التعرف على البكتيريا.
قام هانز كريستيان جرام في عام 1884 م بتطوير «صبغة جرام»، والتي تصف البكتيريا بناء على الخصائص الهيكلية لجدران خلاياها. حيث تظهر طبقات الـ «ببتيدوقليكون» (peptidoglycan) السميكة في جدران خلايا «قرام الإيجابية» بلون أرجواني، بينما تظهر الطبقات الرقيقة لجدران خلايا «قرام السلبية» باللون الوردي. وبالإمكان تصنيف أغلب أنواع البكتيريا بالدمج ما بين علم التشكل وصبغة قرام إلى إحدى المجموعات الأربعة التالية: (مكورات قرام الإيجابية، عصيات قرام الإيجابية، مكورات قرام السلبية أو عصيات قرام السلبية). كما يمكن تحديد بعض الكائنات العضوية بصبغات أخرى تحديدًا أفضل بدلا من «صبغة قرام»، وعلى وجه الخصوص: المتفطرات أو النوكارديا التي تظهران رسوخ الحمض على صبغة تسيل نيلسون أو صبغات مشابهه لها. وقد تُحدد بعض الكائنات العضوية بنموها في أوساط معينة، أو بأساليب أخرى مثل: علم الأمصال.
التحفيز نمو البكتيريا ولمعرفة أنواع معينة منها، وبنفس الوقت تعمل على منع أنواع أخرى من البكتيريا من النمو في العينة. وكثيراً ما تُصَمَّم هذه المستنبتات لأنواع محددة من العينات. فمثلاً، تُستخدم عينات البصاق لتحديد المكيروبات التي تسبب الالتهاب الرئوي «نيمونيا»، بينما تُستَنبت عينات البراز في مزارع انتقائية لتحديد المكيروبات التي تسبب الإسهال وتمنع في نفس الوقت نمو البكتيريا الغير مسببة للأمراض. كما وأن العينات التي ليس من خصائصها التكاثر / الانفصال، كعينات الدم أو البول أو السائل النخاعي فبالإمكان استنباتها تحت ظروف مخصصة لنمو جميع الكائنات الحية. فعند عزل البكتيريا المسببة للأمراض فإنه بالإمكان تمييزها من خلال أنماط نموها المورفولوجي مثل (أنماط النمو الهوائي واللاهوائي أو أنماط التحلل في الدم) أو من خلال صبغتها.
كما هو الحال مع تصنيف البكتيريا فإن التعرف على البكتيريا يجري متزايدًا بالطرق الجزيئية. التشخيص بهذه الأدوات المعتمدة على الحمض النووي مثل تفاعل البلمرة المتسلسل تحظى بشعبية على نحو متزايد بسبب دقتها وسرعتها بالمقارنة مع الطرق القائمة على الاستزراع. هذه الطرق تسمح أيضاً بإيجاد وتعريف الخلايا الحية غير المستزرعة التي تنشط فيها عملية الأيض لكن لا تنقسم. لكن وعلى الرغم من ذلك، وحتى بهذه الطرق المتقدمة، فإن العدد الكلي لفصائل البكتيريا غير معروف ولا يمكن تقديره تقديرًا مؤكدًا. باتباع التصنيف الحالي، هناك أقل من 9300 صنف معروف من بدائيات النواة، التي تضم البكتيريا والعتائق. لكن المحاولات لتقدير العدد الحقيقي للتنوع البكتيري تراوحت من 107 إلى 109 صنف – وحتى هذه التقريبات المختلفة قد تكون خاطئة جدًا.

## التفاعلات مع الكائنات الحية الأخرى
على الرغم من بساطتها الواضحة إلا أن البكتيريا لها القدرة على تكوين علاقات معقدة مع الكائنات الحية الأخرى. ويمكن تقسيم هذه العلاقات التعايشية (التكافلية) إلى عدة أنواع منها التطفل، والتعاضد (التنافع)، والتطاعم. ونظرا لصغر حجمها فإن البكتيريا المتطاعمة موجودة في كل مكان وتنمو على الحيوانات والنباتات تماماً كما تنمو على أي سطح آخر، ومع ذلك فإن نمو البكتيريا يزداد بوجود الدفء والرطوبة (التعرق)، وتوجد أعداد كبيرة من هذه الكائنات في البشرحيث أنها السبب في رائحة الجسم الكريهة.

### البكتيريا المفترسة
بعض أنواع البكتيريا تقتل ثم تستهلك الكائنات الحية الدقيقة الأخرى، وهذه الأنواع تسمى البكتيريا المفترسة. وهذا النوع يشمل كائنات مثل ميزوكوس زانثوس، التي تشكل حشود من الخلايا التي تقتل وتبتلع أي بكتيريا تواجهها. وهناك نوع آخر من البكتيريا المفترسة تقوم بالالتصاق بفريستها وتهضمها وتمتص العناصر الغذائية منها مثل الحشرات الماصة، أو تغزو خلية أخرى وتتكاثر داخل العصارة الخلوية الدابتوباكتر. ويعتقد أن هذه البكتيريا المفترسة تطورت من خلال بلع الرمائم التي استهلكت الكائنات الحية الدقيقة الميتة من خلال التكيفات التي سمحت لهم بالإيقاع وقتل الكائنات الحية الأخرى.

### التنافع
تشكل بكتيريا معينة تجمعات مكانية مغلقة وتعتبر ضرورية لبقائهم على قيد الحياة.
إحدى تلك التجمعات المتنافعة يطلق عليها نقل الهيدروجين بين الأنواع ويحدث بين مجموعات البكتيريا اللاهوائية التي تستهلك الأحماض العضوية مثل حمض البيوتريك أو حمض البروبيونيك وتنتج الهيدروجين والبكتيريا العتيقة مولدة الميثان المستهلكة للهيدروجين. تكون البكتيريا في هذا التجمع غير قادرة على استهلاك الأحماض العضوية مثل رد الفعل وإنتاج الهيدروجين الذي يتراكم في البيئة المحيطة بها. يُحافظ على تركيز الهيدروجين منخفضا بدرجة كافية تسمح لنمو البكتيريا وذلك فقط إذا كان هناك رابطة قوية مع البكتيريا العتيقة المستهلكة للهيدروجين.
وأما في التربة فتكون الكائنات الحية الدقيقة الموجودة في نطاق الجذور (وهي المنطقة التي تشمل سطح الجذر والتربة التي تمسك الجذر بعد هزه بلطف) تحمل تثبيث النيتروجين الخارجي وتحويل غاز النيتروجين إلى مركبات نيتروجينية. يعمل هذا ليوفر سهولة امتصاص العديد من النباتات للنيتروجين التي لا يمكنها تثبيت وإصلاح النيتروجين بأنفسها.
، عُثِرَ على العديد من أنواع البكتيريا الأخرى متعايشة في البشر والكائنات الحية الأخرى على سبيل المثال يمكن وجود أكثر من 1000 نوع من البكتيريا في النبيت الجرثومي المعوي الطبيعي للجسم في أمعاء الإنسان والتي تزيد من مناعة الأمعاء، كما تصنع الفيتامينات مثل حامض الفوليك وفيتامين ك والبيوتين وتحويل السكر إلى حامض اللبن (حمض اللاكتيك) (راجع بكتيريا اللاكتو باسيلاس)، بالإضافة إلى أنها تخمر الكربوهيدرات الكاملة. إن وجود النبيت الجرثومي المعوي في الأمعاء يثبط نمو البكتيريا الممرضة المحرضة (عادة من خلال الإبعاد التنافسي) وبالتالي تباع تلك البكتيريا المفيدة كالمكملات الغذائية وبروبيوتيك.

### مسببات المرض

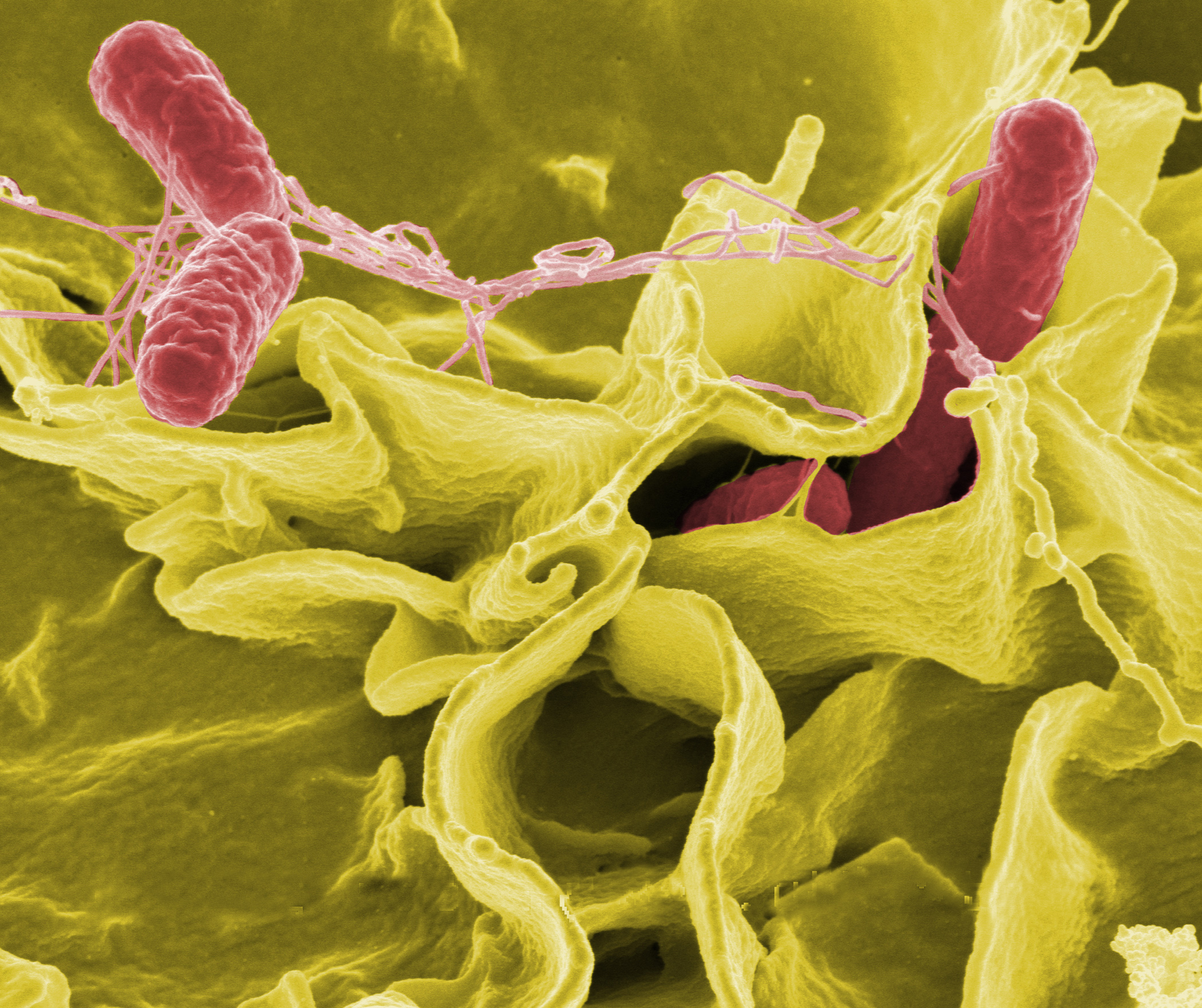
صورة منقحة بالألوان تظهر بكتيريا السالمانولا/ باللون الأحمر، تغزو خلاية إنسانية.

عندما تكون البكتيريا علاقة طفيلية مع كائنات عضويه أخرى فإنها تصنف كعامل مرضي جرثومي للجسم. وتعتبر البكتيريا الممرضة سبب رئيسي لموت الإنسان وللمرض وتسبب كذلك الإصابة بعدوى الأمراض التالية: الكزاز، الحمى التيفية، الدفتيريا، الزهري، الكوليرا، التسمم، الجذام، السل. كما أنها تسبب أمراض طبية مثبت قد تكتشف فيما بعد كما هو الحال مع مرض الملوية البوابية (جرثومة المعدة) ومرض القرحة المعدية.وتعتبر أمراض البكتيريا مهمه في الزراعة، فقد تسبب البكتيريا تبقع الأوراق النباتيه والأفات الجرثومية المدمرة لبعض النبات وذبولها، كما قد تسبب الأمراض التي تصيب حيوانات المزرعة مثل أمراض جونز والتهاب الثدي والسالمونيلا والجمرة الخبيثة.
يمتلك كل نوع من الأمراض مميزات خاصة به تمكنه من التفاعل مع مستقبلاته في الجسم البشري. فبعض الكائنات الحية مثل المكورات العقدية يمكن أن تسبب الالتهابات الجلدية، والالتهاب الرئوي، والسحايا، وتسمم الدم حيث ينتج صدمة فتتوسع وتتضخم الأوعية مما يسبب الموت. مع ذلك فإن هذه الكائنات الحية هي أيضا جزء من الإنسان، وعادةً ما تتواجد على الجلد أو في الأنف من دون أن تسبب أي مرض على الإطلاق. وهناك كائنات أخرى دائماً تسبب الأمراض لدى البشر مثل الريكتسية وهي من الطفيليات، حيث تتواجد وتنمو وتتكاثر داخل خلايا الكائنات الحية الأخرى. كما أن هناك نوع واحد من الريكتسية يسبب التيفوس، في حين يسبب البعض حمى جبال روكي المبقعة. بالإضافة إلى أن هناك شعبة الكلاميديا وهي من الطفيليات التي تنمو وتتكاثر داخل الخلايا حيث تحتوي على أنواع من الممكن أن تسبب الالتهاب الرئوي، والتهاب المسالك ويمكن أن تشارك في أمراض القلب التاجية.] وأخيرا، بعض الأنواع مثل الزائفة الزنجارية وبيركولديري، والمتفطرة الطيرية من مسببات الأمراض الانتهازية وتسبب المرض خصوصًا لدى الأشخاص الذين يعانون من ضعف المناعة والتليف الكيسي.
التصدي للالتهابات البكتيرية هو بالمضادات الحيوية والتي تُصنف «مبيدًا للبكتيريا» بحال قتلت البكتيريا أو تسمى بـ«كابح للبكتيريا» إذا كانت تمنع نموها. هناك العديد من أنواع المضادات الحيوية وكل فئة منها تكبح عملية مختلفة بفيروس المرض من أن توجد بالمضيف (مستقبل المرض). وكمثال على كيفية عمل المضادات الحيوية في إنتاج سموم انتقائية هي الكلورامفينيكول والبوروميسين، والتي تمنع الريبوسوم البكتيري وحده وليس ريبوسوم النواة المختلف هيكلياً. تستخدم المضادات الحيوية في علاج أمراض الإنسان كما تستخدم في الزراعة المكثفة لتعزيز نمو الحيوان والذي من شأنه المساهمة في التطوير السريع لمقاومة المضاد الحيوي للتعداد البكتيري. ويمكن الوقاية من عدوى الأمراض من خلال الاجراءات التعقيمية مثل تطهير الجلد قبل حقنه بالإبر الطبية وتقديم الرعاية المناسبة للقسطرة. كذلك يجب تعقيم الأدوات الجراحية وأدوات عيادات الأسنان لمنعها من التلوث البكتيري. وتستخدم المطهرات كمواد التبييض لقتل البكتيريا أو الجراثيم الأخرى على الأسطح لمنع التلوث وكذلك تقليل خطر الإصابة بالعدوى.

## الأهمية التكنولوجية والصناعية
لمزيد من المعلومات طالع: الأهمية الأقتصادية للبكتيريا
استُعملت البكتيريا، عادة بكتيريا حمض اللاكتيك مثل العصية اللبنية والمكورة اللبنية، بالاشتراك مع الخمائر والعفن، لآلاف السنين في تحضير الأطعمة المخمرة مثل الجبن، المخلل، صلصة الصويا، الملفوف المخلل، الخل، النبيذ، والروب (الزبادي/ اللبن).
تعد قابلية البكتيريا على تحليل تشكيلة واسعة من المركبات العضوية قابلية ملحوظة، واستُعملت في تحويل النفايات والمعالجة الحيوية. عادة ما تُستعمل البكتيريا القادرة على هضم الهيدروكربونات في النفط لتنظيف التسربات النفطية. أُضيف السماد لبعض الشواطئ في برنس ويليام ساوند في محاولة لتشجيع نمو هذه البكتيريا التي توجد طبيعيًا بعد تسرب إيكسون فالديز النفطي عام 1989. اتسمت هذه الجهود بالنجاح على الشواطئ التي لم تكن مغطاةً بالنفط بغزارة. تستعمل البكتيريا أيضاً في المعالجة الحيوية للمخلفات السامة الصناعية. في الصناعة الكيميائية، تُعد البكتيريا مهمة في تصنيع كيماويات صافية للاستعمال كأدوية أو كمواد زراعية كيميائية.
يمكن استخدام البكتيريا أيضا بدلا من المبيدات الحشرية في مكافحة الآفات الحيوية. ويشمل ذلك في الغالب على عصية تورينجيانسيس (تدعى أيضا بـ بي تي)، وصبغة جرام الإيجابية، وعلى البكتيريا التي توجد في التربة. ويستخدم النُويَعْ لهذه البكتيريا كمبيد حشرات معين لحرشفية الأجنحة تحت اسم تجاري مثل دايبل وثوريسايد Because of their specificity, these pesticides are regarded as environme. وتعتبر هذه المبيدات الحشرية صديقة للبيئة بسبب نوعيتها، والتي لها تأثير ضئيل أو لا يكون لها تأثير مطلقا على البشر ، والحياة البرية، والملقحات، وأكثر الحشرات الأخرى نفعاً.
تستخدم البكتيريا بكثرة في مجالات البيولوجيا الجزيئية ، وعلم الوراثة، والكيمياء الحيوية بسبب قدرتها على التكاثر السريع والسهولة النسبية لقدرتها على التحايل. ويمكن للعلماء تحديد وظيفة الجينات ، والأنزيمات، والمسارات الأيضية في البكتيريا ومن ثم تطبيق هذه المعرفة على الكائنات الحية المعقدة بإجراء عمليات التحويل للحمض النووي في البكتيريا وفحص نتائج النمط الظاهري. يقود هذا الهدف من فهم الكيمياء الحيوية للخلايا إلى التعبير الأكثر تعقيدا في تركيب الكميات الكبيرة لحركية الأنزيم ، وبيانات التعبير الجيني إلى نماذج دقيقة لكافة الكائنات الحية. وهذا أُنجِز في بعض البكتيريا المدروسة جيدا، ومع نماذج لعملية الأيض للأشريكية القولونية التي تنتج الآن وتختبر. ويسمح هذا الفهم لعملية الأيض وعلم الوراثة البكتيري إلى استخدام التقنية الحيوية للهندسة الجينية للبكتيريا لإنتاج بروتين علاجي مثل بروتين الانسولين، وبروتينات عوامل النمو، وبروتينات الأجسام المضادة.

## تاريخ علم البكتيريا

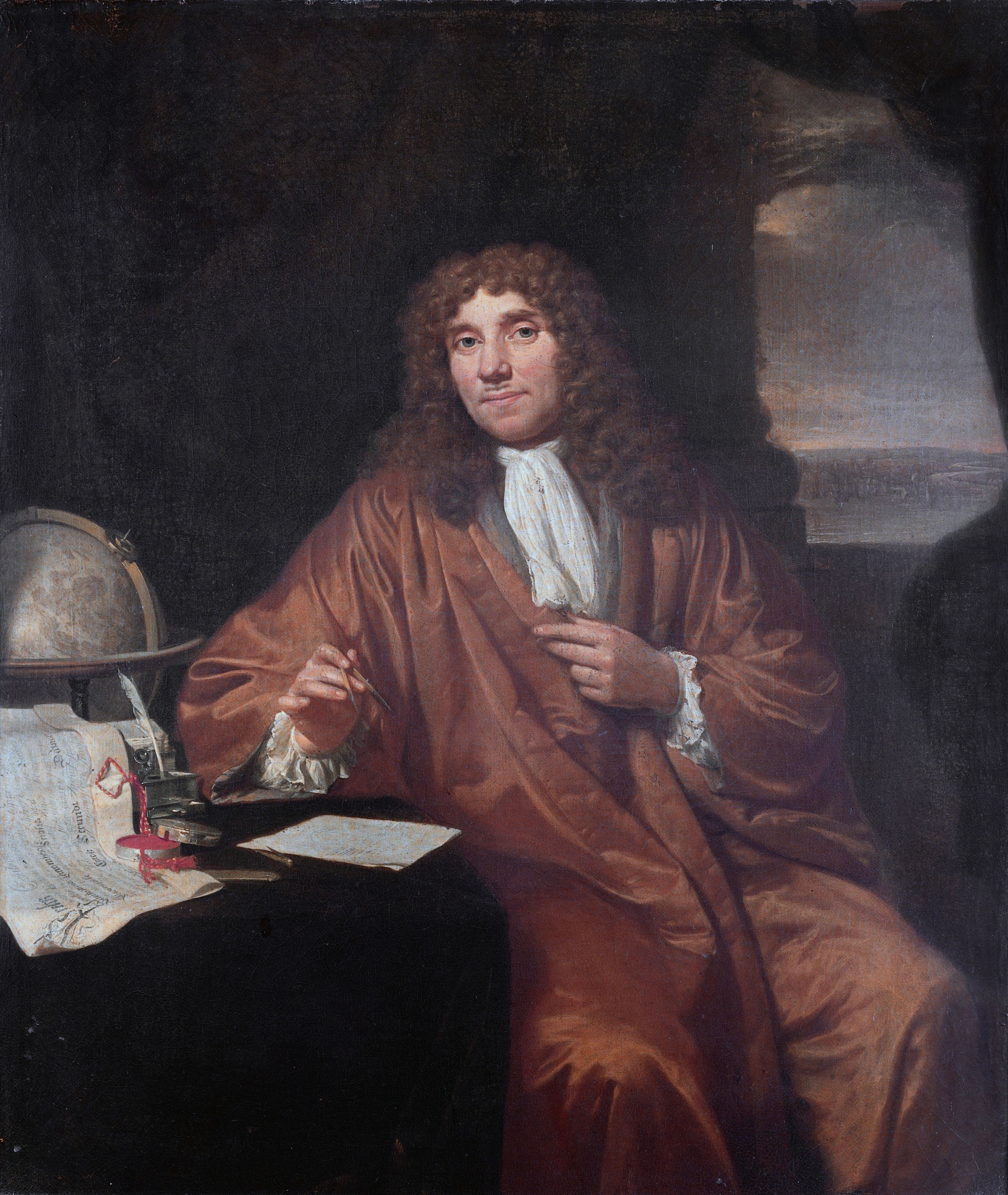
أنتوني فان لوينهوك أول باحث في علوم الميكرو أحياء وأول من أكتشف البكتيريا بالمجهر.

اكتشف أنطوني فان ليفينهوك وجود «البكتيريا» لأول مرة في عام 1676م، وذلك بمجهر أحادي العين من تصميمه الخاص. وأسماها فان ليفينهوك بـ «الحيوانات المجهرية»، وقام بنشر ملاحظاته عنها في مجموعة من الرسائل موجهة إلى الجمعية الملكية. وأطلق كريستيان جوتفريد إرنبرغ لاحقاً اسم «بكتيريا» على «الحيوانات المجهرية» في عام 1828م. وبالتحديد، قُصد بـ«البكتيريا» (Bacterium) النوع المحتوي على بكتيريا عصوية غير مكونة للأبواغ، على عكس «البكتيريا» (Bacillus) أو «العُصيات» المكونة للأبواغ والتي حددها إرنبرغ لاحقاً في عام 1835م.
برهن لويس باستور في عام 1859م أن عملية التخمر تحدث بسبب نمو الكائنات الحية الدقيقة، وأن هذا النمو ليس بسبب التكاثر الذاتي (الخمائر والعفن المرتبطين بعملية التخمر، يصنفان كفطريات، وليست من البكتيريا). إلى جانب نظيره روبرت كوتش، كان باستور من أوائل المؤيدين لنظرية الجراثيم المسببة للأمراض.
وكان روبرت كوتش رائداً في علم الأحياء الدقيقة الطبية، حيث قدم أبحاثاً عن الكوليرا، والجمرة الخبيثة، والسل. وفي أبحاثه عن مرض السل، أثبت كوتش نظرية الجراثيم، والتي حصل بسببها على جائزة نوبل في عام 1905م. ووضع كوتش معايير لاختبار ما إذا كانت الكائنات الحية هي مسببة الأمراض، ولا تزال هذه المعايير تستخدم إلى يومنا هذا [192].
على الرغم من أنه كان من المعروف في القرن التاسع عشر أن البكتيريا هي السبب في الكثير من الأمراض، إلا أنه لم يتوفر في ذلك الوقت أي علاج فعال مضاد للبكتيريا. وفي عام 1910م، قام بول إيرليك بتطوير أول مضاد حيوي بتغيير الصبغات التي تلون انتقائياً البكتيريا الملتوية اللولبية الشاحبة - وهي البكتيريا المسببة لمرض الزهري حيث تتحول تلك الصبغات إلى مركبات يمكنها القضاء اختياريا على مسبب المرض. وقد حصل إيرليك على جائزة نوبل عام 1908م والتي استحقها على إنجازاته في علم المناعة وعمله غير المسبوق في استخدام الصبغات للكشف عن وجود البكتيريا وتحديد نوعها حيث شكلت أبحاثه الأساس «لصبغة جرام» و «صبغة زيل نيلسن».
ومن الخطوات الرائدة في دراسة البكتيريا توضيح كارل ووس عام 1970م بأن العتائق تنتمي إلى سلالة تختلف عن تلك التي تنتمي إليها البكتيريا. وقد اعتمد هذا التصنيف على التطور الطبيعي لتسلسل الحامض النووي الرايبوسومي ،16S حيث قسمت الكائنات بدائية النوى إلى نمطين من التطور، كجزء من النظام ذي الثلاثة أنماط.

## الفرق بين البكتيريا والفيروس
| بكتيريا                                                           | فيروس                                                                |
| ----------------------------------------------------------------- | -------------------------------------------------------------------- |
| البنية                                                            | البنية                                                               |
| بنية معقدة: خلية منفردة تزاول الأيَض، وتحوي نواة بها مورثات        | بنية بسيطة جدا: عبارة عن غلاف كروي من البروتين يحوي المورثات.        |
| التكاثر                                                           | التكاثر                                                              |
| تتكاثر بنفسها بالانقسام                                           | لا تستطيع التكاثر بنفسها وانما تحتاج إلى خلية حية (عائل) تتكاثر فيها |
| نقل المرض                                                         | نقل المرض                                                            |
| تنتج موادا سامة تسبب المرض :                                      | بالقضاء على الخلية العائلة لها تنتقل العدوى :                        |
| * مثل السل والسعال الديكي والحمى القرمزية والتهاب المسالك البولية | *مثل مرض العوز المناعي البشري والانفلونزا و كورونا والهربس           |
| الأدوية                                                           | الأدوية                                                              |
| مضادات حيوية                                                      | فيروستاتيكا. غالبا تقاوم مناعة الجسم الفيروس.                        |

- علاوة على ذلك فالفيروس أصغر من البكتيريا 100 مرة، وكلاهما لا يمكن رؤياه إلا بالميكروسكوب.
- %1 فقط من البكتيريا يسبب المرض والبقية يمكنها خدمة الصحة ، مثل البكتيريا الموجودة في الأمعاء فهي تقوي المناعة وتركب فيتامينات . ومنها ما نستفيد منه بتخمير الخبز والحليب فتصنع لنا الزبادي وأنواع مختلفة من الجبن.

## وصلات خارجية
- مايكروبويكي, ويكي مستفيضة حول موضوع الميكروبات والبكتيريا و الفيروسات
- البكتيريا التي تؤثر على المحاصيل والمزروعات
- شجرة الحياة: الإيوباكتيريا
- تحولات تطورية قامت بها الباكتيريا في المخبر
- موقع تضافري لتصنيف الباكتيريا